# Bolaji Ogunmola
Bolaji Ogunmola es una actriz nigeriana.

## Biografía
Ogunmola completó sus estudios en Ebute Metta e Ibadán. Estudió gestión y espíritu empresarial en la Universidad Nacional Abierta de Nigeria. Se formó profesionalmente como actriz en la Royal Arts Academy. En entrevista con Vanguard mencionó que era una mujer soltera e independiente y que considera el dinero parte fundamental en una relación.

## Carrera profesional
Ogunmola participó en el reality show Next Movie Star 2013. Okon goes to school es considerada la primera película en la que apareció profesionalmente.
Por su papel en Mystic de Sobi, The News Guru la incluyó como una de las cinco actrices más prometedoras de Nollywood. En una entrevista con The Punch, describe su doble papel como Aida / Mystic en la película como el más desafiante de su carrera. También destacó a Biodun Stephen, Mo Abudu y Oprah Winfrey como personas a quienes admira en la industria del cine.
Fue nominada en dos categorías en los City People Movie Awards 2018.

### Filmografía seleccionada
- Tough Love[7]
- Sobi's Mystic[8]
- All Shades of Wrong[9]
- Okon Goes to School
- Tempted[1]
- Outcast[1]
- Out of Luck[1]
- On Bended Knees[10]
- Squatters (temporada 1)[10]
- Lekki Wives (temporada 1)[10]
- Jenifa's Diary (temporada 1)[10]
- Living Next to You[10]
- Progressive Tailors Club

## Premios y nominaciones
| Año  | Premios                  | Categoría                     | Resultado | Ref.   |
| ---- | ------------------------ | ----------------------------- | --------- | ------ |
| 2020 | Best of Nollywood Awards | Revelación del año (femenina) | Ganadora  | [ 11 ] |